# قمر البغدادية
قمر البغدادية (؟ - ؟) هي جارية ومغنية وملحنة عربية عاشت في الأندلس خلال القرن الثالث الهجري / التاسع الميلادي. اشتهرت بفصاحتها وثقافتها ومهارتها في تأليف الألحان، وكانت من أبرز الشخصيات في بلاط إبراهيم بن حجاج اللخمي حاكم إشبيلية وقرمونة.

## حياتها
لا توجد تفاصيل دقيقة حول تاريخ ميلادها أو حياتها المبكرة، لكن يُعتقد أنها نشأت في بغداد، التي كانت آنذاك مركزًا للعلم والأدب. سمع بها إبراهيم بن حجاج اللخمي، حاكم إشبيلية وقرمونة، فبعث أموالاً طائلة لشرائها، واستقرت في بلاطه بإشبيلية. حظيت قمر بمكانة متميزة في البلاط حيث كانت تُجالس الأمراء والشعراء والأدباء، وتشارك في الحوارات الفكرية والثقافية. تميزت بفصاحتها ومعرفتها بصوغ الألحان، وكانت تقول الشعر بفضل أدبها. ظلت قمر تشتاق إلى بغداد، وعبّرت عن حنينها في أشعارها، حتى توفيت في إشبيلية.

## إسهاماتها الأدبية والفنية
برزت قمر كشاعرة وموسيقية بارعة، وكانت تنظم الشعر وتعزف على الآلات الموسيقية الأندلسية. من أشعارها التي تعبر عن حنينها إلى بغداد:
كما قالت ترد على عائباتها من النساء: